# Dear Land of Guyana, of Rivers and Plains
Dear Land of Guyana, of Rivers and Plains (Kära land Guyana, av floder och slätter) är Guyanas nationalsång. Texten skrevs av Archibald Leonard Luker och musiken av Robert Cyril Gladstone Potter. Sången valdes till nationalsång en månad innan landet blev självständigt 1966.